# Rajella annandalei
Rajella annandalei (лат.) — вид хрящевых рыб семейства ромбовых скатов отряда скатообразных. Обитают в центрально-восточной части Тихого океана. Встречаются на глубине до 830 м. Их крупные, уплощённые грудные плавники образуют округлый диск. Максимальная зарегистрированная длина 33 см. Откладывают яйца. Не являются объектом целевого промысла.

## Таксономия
Впервые вид был научно описан в 1913 году. Он назван в честь антрополога и зоолога Томаса Нельсона Аннандейла (1876—1924). Лектотип представляет собой самку длиной 32,7 см, пойманную в море Хальмахера на глубине 827 м.

## Ареал
Эти батидемерсальные скаты обитают у восточного побережья Индонезии. Встречаются на глубине от 400 до 830 м.

## Описание
Широкие и плоские грудные плавники этих скатов образуют диск в виде сердечка. На вентральной стороне диска расположены 5 жаберных щелей, ноздри и рот. На длинном хвосте имеются латеральные складки. Максимальная зарегистрированная длина 33 см.

## Биология
Подобно прочим ромбовым эти скаты откладывают яйца, заключённые в жёсткую роговую капсулу с выступами на концах. Эмбрионы питаются исключительно желтком.

## Взаимодействие с человеком
Эти скаты не являются объектом целевого промысла. Уязвимы в качестве прилова при донном тралении. В ареале ведётся довольно интенсивный траловый промысел. Данных для оценки Международным союзом охраны природы охранного статуса вида недостаточно.